# Carlos Alberto Alves Garcia
Carlos Alberto Alves Garcia, mais conhecido por Carlitos (Lisboa, 6 de setembro de 1982) é um jogador de futebol português. Como atacante actua no Estoril Praia.

## Carreira
Carlitos iniciou a sua carreira profissional no Amora Futebol Clube em 2000, com a idade de 17 anos. Dois anos depois muda-se para o Grupo Desportivo Estoril Praia, onde ajuda a equipa a promoção a Liga Principal despertando a atenção das maiores equipas do país, graças a suas habilidades de dribles e velocidade.
Em 2004, Carlitos assina com o Benfica depois de representar Portugal no Campeonato Europeu Sub-21 na Alemanha. Ajuda o Benfica a conquistar o seu primeiro título em 11 anos. Não conseguiu demonstrar as mesmas qualidades que o fizeram um dos jogadores chave do Estoril, o que fez jogar poucos jogos. Foi emprestado ao Vitória de Setúbal na época 2005/2006, volta ao Benfica, mas foi emprestado outra vez, desta foi para o FC Sion da Suíça na época 2006/2007.
Actualmente está ao serviço do Grupo Desportivo Estoril Praia (época 2012/2013).